# Orimulsion
Orimulsion ist ein geschützter Markenname eines Brennstoffs, der auf Bitumen basiert.
Der Markenname ist eine Kombination aus dem Namen des Gebietes, in dem das Bitumen vorkommt, dem Orinoco-Becken in Venezuela sowie dem Wort Emulsion. Neben dem kanadischen Öl- und Teersand wird Orimulsion als Vierter fossiler Brennstoff bezeichnet. Orimulsion wurde in einer Kooperation von INTEVEP (Forschungsabteilung von PDVSA) und British Petroleum als Brennstoff für Schwerölmotoren entwickelt und weltweit in Schiffsantrieben und Kraftwerken eingesetzt. Aus wirtschaftlichen Gründen wurde die Produktion zum 31. Dezember 2006 eingestellt und bislang nicht wieder aufgenommen.

## Vorkommen, Herstellung und Eigenschaften
Das Bitumen entstammt einem natürlichen Vorkommen in etwa 1000 m Tiefe unter dem Orinoco-Becken. Die Reserven werden auf rund 190 Milliarden m³ geschätzt, was ungefähr 72,19 % der im Jahr 2014 weltweit bekannten Erdölvorkommen entsprach.
Das Bitumen besitzt im Urzustand eine sehr hohe Viskosität und hohes spezifisches Gewicht (8 bis 10 Grad API), was den Abbau und die Verwendung sehr erschwert. Deshalb wird eine Emulsion aus ca. 70 % Bitumen, ca. 30 % Wasser und max. 1 % Additiven erzeugt und so die Förderung, Transport und Verwendung des Orimulsion wesentlich erleichtert.
Das Bitumen hat im Rohzustand einen Heizwert von rund 40 MJ/kg, vergleichbar mit Heizöl. Als Orimulsion reduziert sich der Heizwert auf 28 MJ/kg, vergleichbar mit Steinkohle.

## Wirtschaftlicher Aspekt
Auf Orimulsion wurden große Hoffnungen gesetzt, da es als alternativer Brennstoff für Kohle oder Dieselöl eingesetzt werden kann und somit eine größere Unabhängigkeit von klassischen Ölförderländern versprach. So erprobte z. B. die Energie-Versorgung Schwaben 1993 im Ölkraftwerk Marbach bei Stuttgart in einem vier Millionen Mark (ca. zwei Millionen €) teuren Versuch die Handhabung und die Emissionen von Orimulsion. Mit einer entsprechenden Anpassung der Rauchgasreinigung sollte die bis dahin als Spitzenlastkraftwerk verwendete Anlage im Regelbetrieb nutzbar sein.
Orimulsion ist ab einem Rohölpreis von zwanzig US-Dollar rentabel. Um Förderquoten der OPEC nicht zu verletzen, wurde Orimulsion von PdVSA (Petróleos de Venezuela S.A.) als Non Oil Hydrocarbon deklariert, konnte so zusätzlich zum Rohöl produziert und als Konkurrenzprodukt zu Kraftwerkskohle vermarktet werden.
2003 wurde Orimulsion durch das venezolanische Kohlenwasserstoffgesetz in Extraschweres Erdöl umdefiniert und damit die rechtliche Vermarktungsgrundlage entzogen. Deshalb wurde zum 31. Dezember 2006 die Produktion eingestellt, trotz internationaler Verträge und Klagen der Kunden, die ihre Kraftwerke umrüsten mussten. Als weiterer Grund für die Produktionseinstellung wird der anfallende Investitionsbedarf und die begrenzten Möglichkeiten von PdVSA angesehen. Venezuela betrachtet Orimulsion als Zukunftsreserve und gibt die Patente nicht frei.

## Technischer Aspekt
Orimulsion ist von seinen Eigenschaften her mit schwerem Heizöl vergleichbar und kann daher mit vergleichbarem, bekanntem Aufwand gehandhabt werden.
Orimulsion kann jedoch nicht mit der bekannten Technik in vorhandenen Raffinerien hergestellt und verarbeitet werden, auch die Anwendung in Schiffsantrieben und Kraftwerken erfordert gesonderte Technik. Der hohe Wasseranteil und die abrasiven Eigenschaften des Bitumens stellen eine besondere Herausforderung dar.
Andererseits hat der hohe Wasseranteil einen positiven Effekt auf Verbrennung und Abgase. Eine gesonderte Wassereinspritzung ist bei Orimulsion nicht erforderlich.

## Ökologischer Aspekt
Trotz seiner wirtschaftlichen Vorzüge ist Orimulsion aufgrund der ökologischen Nachteile heftig umstritten.
Die Verbrennung von Orimulsion erzeugt eine besonders hohe Schadstoffbelastung der Atmosphäre, vorwiegend durch Schwefeldioxid (SO2) und -trioxid (SO3).
Der Bitumen-Bestandteil von Orimulsion enthält Schwermetalle und Chemikalien, die sich bei der Verbrennung in der Asche konzentrieren und erbgutverändernde Eigenschaften besitzen. Untersuchungen mit Weizen, Roggen und Wicke ergaben, dass ein Anteil von 0,005 % Asche aus Verbrennung von Orimulsion noch wachstumsfördernde Effekte erzeugt. Ein Anteil von 0,05 % hingegen blockiert das Wachstum, bei einem Anteil von 0,5 % besteht keine Keimfähigkeit mehr. Entsprechende langfristige Auswirkungen in der Umgebung eines Orimulsion-Kraftwerks wären zu befürchten. Erforderliche weitere Untersuchungen haben sich durch die Produktionseinstellung von Orimulsion erübrigt.
Orimulsion hat keine klar hydrophoben Eigenschaften. Aufgrund der Additive, welche die Emulsion stabilisieren, dringt in Wasser austretende Orimulsion bis in eine Tiefe von ca. drei Metern ein und dispergiert, anstatt sich an der Oberfläche zu kumulieren und zu verklumpen. Dadurch wäre ein Tankerunglück mit Orimulsion folgenschwerer als eines mit konventionellem Rohöl.
Die ökologischen Aspekte und der Druck von Umweltschützern haben bei BP zu einem vorzeitigen Ausstieg aus der Orimulsion-Anwendung und zur Umrüstung der Kraftwerke geführt.